# Amorphophallus galbra
Amorphophallus galbra är en kallaväxtart som beskrevs av Frederick Manson Bailey. Amorphophallus galbra ingår i släktet Amorphophallus och familjen kallaväxter. Inga underarter finns listade.